# برایان استوارت
 برایان استوارت (انگلیسی: Bryanne Stewart؛ زادهٔ ۹ دسامبر ۱۹۷۹) یک تنیس‌باز اهل استرالیا است.